# Tabatha Coffey
Tabatha Coffey es una estilista, propietaria de un salón y personalidad televisiva australiana radicada en los Estados Unidos.Su participación como concursante en el programa de televisión Shear Genius en 2007 la llevó a la fama en los EE. UU. Protagonizó el programa de televisión Tabatha Takes Over (2008-13), que se emitió en la cadena de televisión por cable estadounidense Bravo. Una serie similar, Relative Success with Tabatha, se emitió en Bravo en 2018.

## Biografía
Coffey nació el 14 de mayo de 1969 en Brisbane, Queensland, y se crio en Surfers Paradise.Decidió ser peluquera cuando tenía 14 años.

## Carrera
Coffey abrió su propio salón, Industrie Hair Gurus, en Ridgewood, Nueva Jersey.También diseña a clientes en el salón Warren-Tricomi en West Hollywood. Su enfoque crea una apariencia especial para cada individuo, a diferencia de otros estilistas especializados en una apariencia determinada. También trabaja como artista de plataforma para la empresa de productos para el cuidado del cabello Joico International. Realiza giras por diferentes países entre 6 y 12 veces al año realizando desfiles de cabello para la empresa. En una entrevista mencionó que lo que más disfruta es colaborar con otros profesionales y compartir conocimientos y que le apasiona tanto enseñar como aprender de sus colegas.
También ha aparecido en publicaciones de belleza, así como detrás del escenario de la Semana de la Moda Mercedes Benz de Nueva York.Trabaja regularmente como estilista editorial para publicaciones de moda y belleza, incluidas Marie Claire, Seventeen,y Mademoiselle.
Coffey es autora de dos libros: No se trata realmente del cabello: la verdad honesta sobre la vida, el amor y el negocio de la belleza (2011) y ¡Hazlo tuyo! : Sea el jefe de su vida, en casa y en el lugar de trabajo (2014). Ambos  publicados por HarperCollins.

## Televisión
Coffey conoció al público estadounidense por primera vez cuando se convirtió en concursante del reality show de Bravo Shear Genius. Habiendo hecho la audición por curiosidad, rápidamente se ganó una reputación por su franqueza e intensidad. Ella era una de las favoritas en la competencia, ganando la mayoría de los desafíos durante su estadía, pero fue eliminada en el sexto episodio, junto con su compañero de equipo del día, Tyson. Los jueces los eliminaron por su mal trabajo en equipo. Más tarde, Coffey ganó $ 10,000 como el favorito de los fanáticos del programa.
En 2008, Bravo se acercó a Coffey para protagonizar la serie de reality Tabatha's Salon Takeover en la que utiliza su experiencia en peluquería y negocios para ayudar a los salones que están en peligro de cerrar. El programa pasó a llamarse Tabatha Takes Over para su cuarta temporada donde utilizó las mismas fórmulas para dinamizar otro tipo de negocios como bares y restaurantes. También apareció en la segunda temporada de Make Me a Supermodel, The Tyra Banks Show como parte del "Glam Squad" de Banks y The Biggest Loser junto con Tim Gunn, dando cambios de imagen a los concursantes del programa.[cita requerida]
En 2011, Coffey fue el anfitrión de los premios NAHA.
En 2018, el programa de Coffey, Relative Success with Tabatha, se emitió en Bravo. Coffey utiliza su experiencia empresarial para ayudar a las familias en dificultades a unirse no sólo para ayudar al negocio sino también a la familia.[cita requerida]

## Vida personal
Coffey, como parte de la comunidad LGBT, ha mencionado en entrevistas que le costó revelar su sexualidad a su familia, específicamente a su madre, con quien era muy cercana.En el episodio 4 de Relative Success, ella menciona que su madre la repudió brevemente después de salir del armario, sin embargo, las dos se reconciliarían más tarde.
Coffey mantuvo una relación a largo plazo con Diane Keeler, nativa de Nueva York y ex clienta de un salón, durante 25 años. Coffey, aunque abierta sobre su sexualidad, había mantenido la relación fuera del ojo público a petición de Keeler. En una entrevista de 2024 con la revista People, reveló que a Keeler le habían diagnosticado glioblastoma en etapa 4 en 2014 y sufrió un derrame cerebral en 2018, que limitó gravemente su habla y movilidad.Coffey se convirtió en su cuidadora a tiempo completo hasta la muerte de Keeler en junio de 2022. Hablando sobre el efecto que la pérdida tiene en ella, afirma: "No soy la misma mujer y estoy bien con eso... No quiero ser la misma mujer".
Coffey se asoció con un director creativo llamado Ty Jennings para cofundar ThriveHive, un servicio de soporte basado en la web que ofrece eventos para miembros, foros comunitarios y clases para quienes buscan desarrollo personal y profesional.Tras la muerte de Keeler, Coffey se centró en brindar apoyo a otros cuidadores y dijo: "Nadie se preocupa por el cuidador... Por eso es tan importante que los cuidadores encuentren el apoyo que necesitan y también que puedan dárselo a sí mismos".
Coffey ha mencionado que luchó con su peso cuando era niña.